# Pterolophia costulata
Pterolophia costulata là một loài bọ cánh cứng trong họ Cerambycidae.